# Caacupé
Caacupé (en guaraní "Ka'akupe"), es un municipio y ciudad de Paraguay. Es la capital del Departamento de Cordillera y está situada al oeste de dicho departamento; además, la Cordillera de los Altos atraviesa el municipio. Por otro lado, está localizada a 54 km de la ciudad de Asunción y están directamente conectadas por la Ruta PY 02.
Se trata del centro religioso de la fe cristiana católica del país y es lugar donde  se asienta la Basílica Menor de Caacupé, por eso recibe el apelativo de «Capital Espiritual del Paraguay».
El 8 de diciembre, fecha de la Inmaculada Concepción de María, miles de paraguayos acuden a la ciudad, en peregrinación, para rendir homenaje a la Virgen de Caacupé.

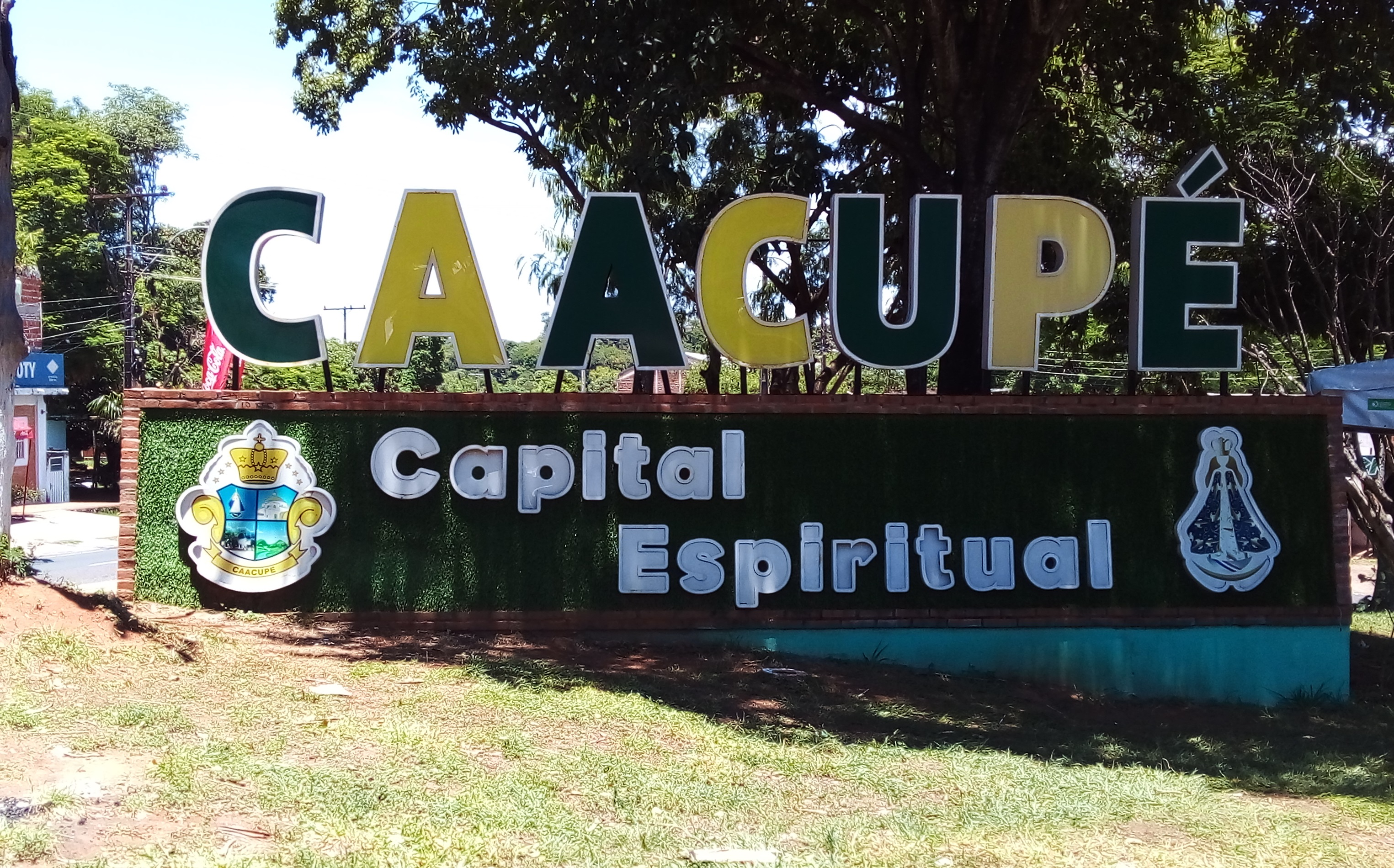
Acceso a Caacupé por la Ruta PY02.

## Toponimia
Su nombre proviene del idioma guaraní Ka´aguy kupe. Su traducción significa detrás del monte.

## Heráldica
Lo más representativo de una nación son sus símbolos patrios: Bandera, Escudo, Himno; ellos la encarnan en su dimensión de patria y república, la identifican, son expresión de su soberanía.
En las naciones nacidas de la Revolución Hispanoamericana de 1800, la bandera fue el oriflama que los ejércitos libertadores portaron en los campos de batalla y victoriosos consagraron como emblema de Independencia y Libertad. 

## Historia
Su primera población se originó en 1600. Cuenta la leyenda que José, un indígena cristiano del pueblo de Atyrá había ido hacia las selvas del valle Ytú, para la búsqueda de alimentos y madera, en territorio inhóspito, donde se seguía respetando la no intrusión del Dios Europeo. Lo persiguen mbayaes no cristianos. José, se refugió detrás de un enorme tronco, pidiendo a la Virgen María que lo librara de la muerte. Los mbayaes lo persiguieron pero no pudieron dar con él: un milagro se había concretado. Viendo salvado su vida, el indio, toma un trozo de tronco y lo llevó a su casa, ahí trabajó la madera e hizo una hermosa escultura, era la Virgen María, la Inmaculada Concepción, por los favores realizados.
José, se instala con su familia en esos valles, con la seguridad que la Virgen María siempre lo cuidara. Construyó una humilde capilla, y esta a su vez, como un imán atraía pobladores en su entorno, constituyéndose un poblado conocido primeramente como los ytuenses.
En el año 1765, la zona ya era conocida como el valle de Caacupé, costumbre que iba arraigándose, por el significado de Caacupé, (en castellano "detrás del monte"). El fervor iba creciendo, construyéndose un templo más amplio, y terminada el 4 de abril de 1770, durante la gobernación del Capitán General de Granaderos Carlos Murphy (Charles Murphy), irlandés al servicio del Rey Carlos III de España; a quien también le cupo la tarea de la expulsión de los jesuitas del Paraguay.

El 4 de abril de 1770, se toma como referencia la fundación de Caacupé. No obstante, existen estudios detallados sobre cerámica antigua encontrada en el país. En este territorio también existían varios grupos aborígenes con su respectivo Cacique. Durante el periodo de la Independencia (1810-1830) los habitantes fieles al rey de español eran en su mayoría cargueros, cortadores de maderas y navegantes.

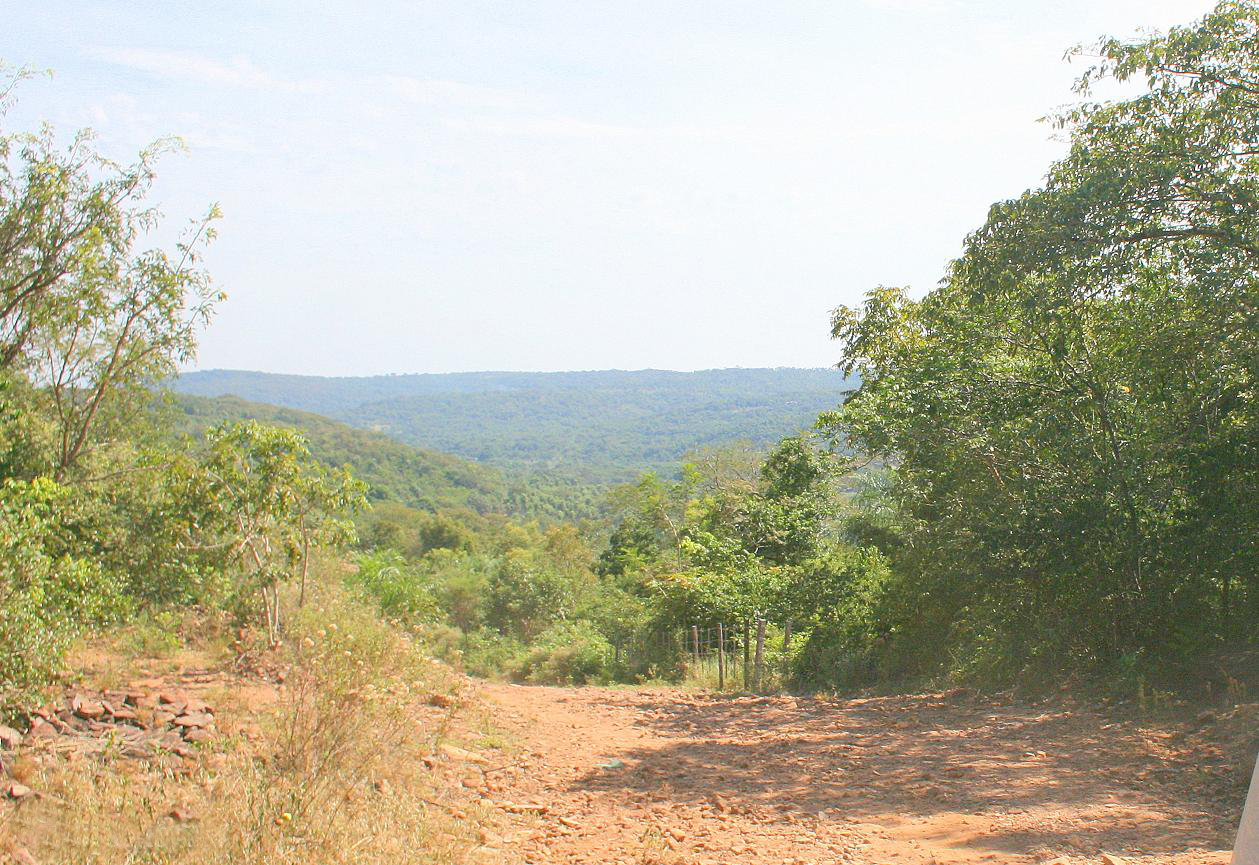
Camino en la Cordillera de los Altos, cerca de Caacupé.

## Geografía
Caacupé se encuentra ubicada a 54 km de la ciudad de Asunción, la capital del Paraguay. Está asentada en la cumbre del cerro homónimo, desde la cual se puede visualizar el hermoso lago Ypacaraí. Es una ciudad muy acogedora rodeada de valles verdes y cerros bajos.
Otro atractivo natural es el cerro Kavaju, declarado área protegida en el 2014, y denominado Paisaje Protegido Cerro Kavajú. Es una interesante formación geológica que cuenta con la movilización de la población para su conservación y protección. Este cerro posee tres terrazas naturales de piedra, que, según los pobladores del lugar, eran utilizado por los sacerdotes franciscanos para vigilar la zona. También posee una cueva en el sendero Yvyty Kavajú y una pista natural donde se puede realizar camping. Es un cerro que encierra numerosas historias y leyendas. También merece una visita el Cerro Cristo Rey (Paraguay) en donde existe un sendero para subir a la cima y llegar hasta el oratorio que allí se encuentra.
Otro de los lugares más visitados de la ciudad son los arroyos, causes que nacen de los cerros. Uno de los más pronunciados es el arroyo Ytu, siendo uno de los más largos y cristalinos de la zona, nace en la Compañía Coronel Martines desciende por las demás compañías entre ellas Ytumi, Ytu guasu y Villa Ytu entre otras. A la vez tenemos los arroyos como el Arroyo Ortega y Arroyo Ykãrõ`ysa.
También se pueden visitar los parques: Defensores del Chaco, Antonio Parquet y el Parque ecológico Lagorá.

### Clima
El clima de Caacupé es subtropical aunque, debido principalmente a la altitud, al relieve y a la edafología resulta bastante templado y seco: con una temperatura media anual de 22 °C. La máxima temperatura promedio alcanza los 39 °C y la mínima temperatura promedio a 3 °C.
Las precipitaciones totalizan 1.536 mm anuales.

## Demografía
Caacupé cuenta con 50 409 habitantes en total, según datos oficiales del censo paraguayo de 2022.

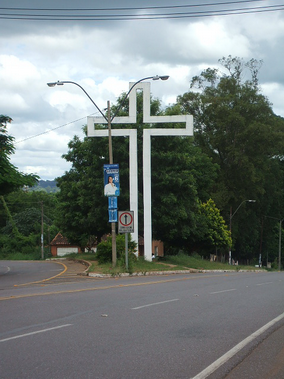
Cruz del peregrino.

### Barrios

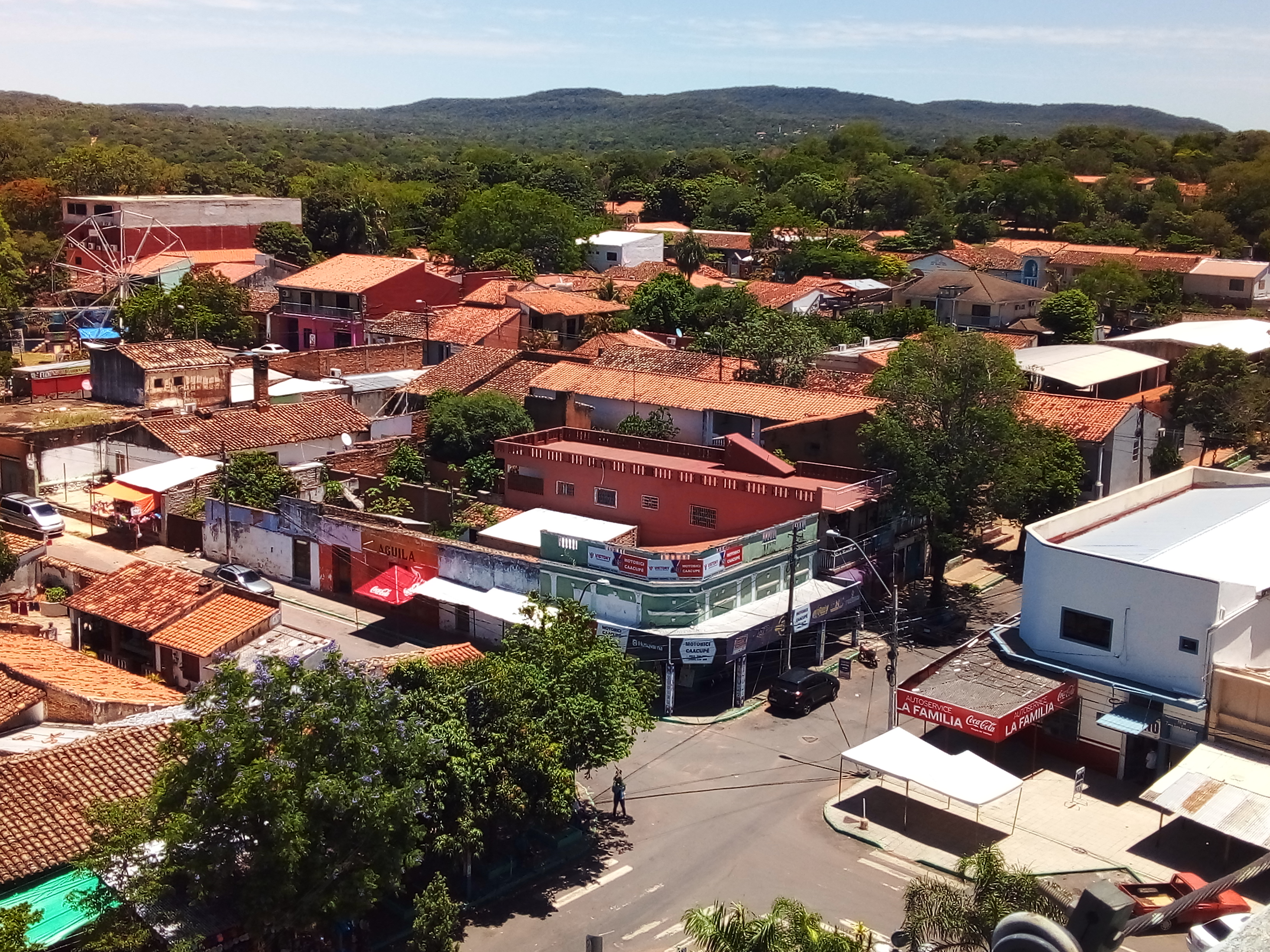
Vista panorámica de Caacupé y la cordillera de los Altos desde el mirador de la basílica.

Caacupé se divide en un total de 36 barrios, de los cuales 14 se hallan en la zona rural y 22 en la zona urbana.

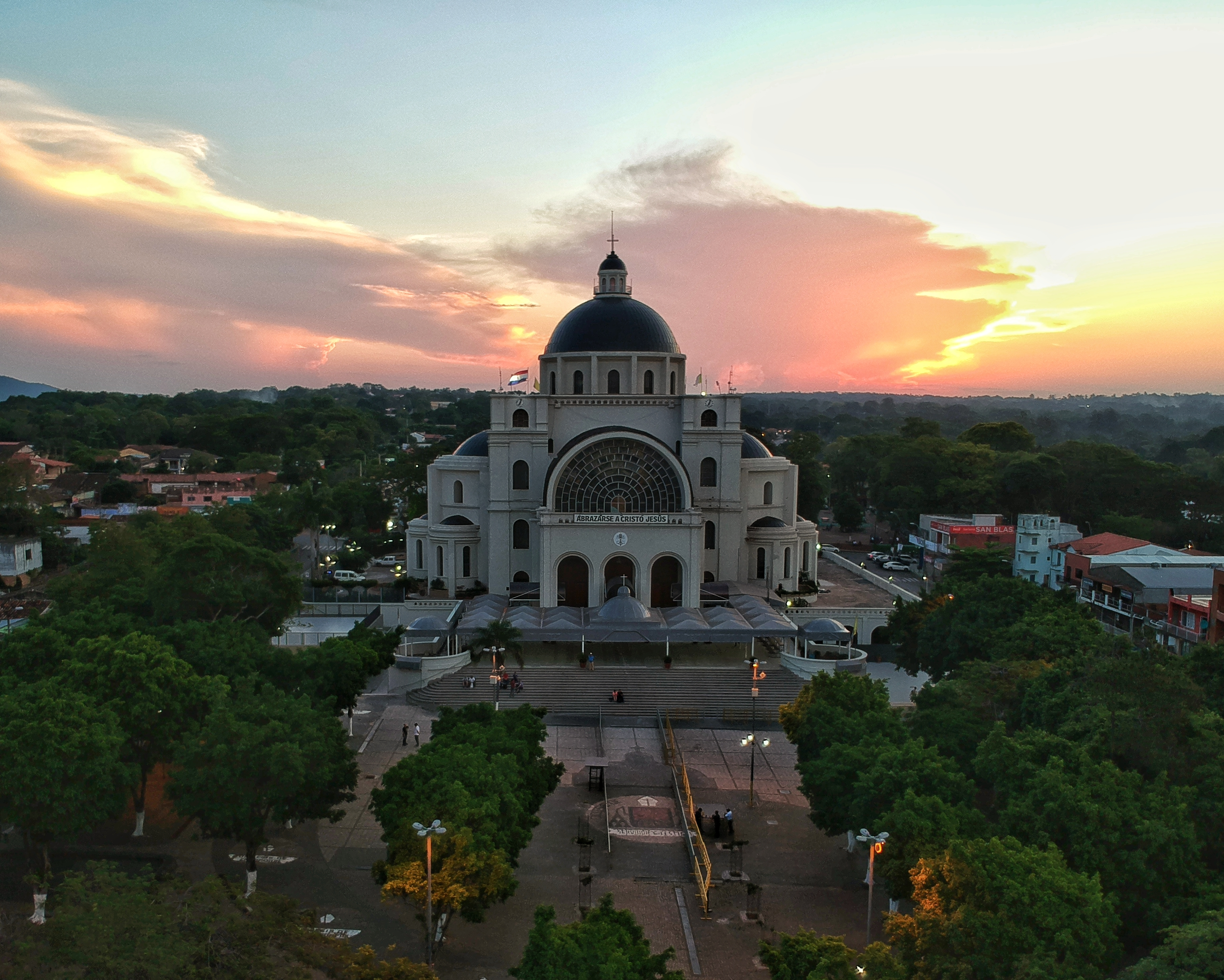
Toma aérea de la Basílica de Caacupé

| 1  | San Rafael        | 19 | Kennedy          |
| 2  | Buena Vista       | 20 | San Francisco    |
| 3  | Loma              | 21 | Loma Guazú       |
| 4  | Yvú               | 22 | Santa Ana        |
| 5  | Tupasy Ycuá       | 23 | Cabañas          |
| 6  | Yvoty             | 24 | Potrero Po'i     |
| 7  | Industrial        | 25 | Azcurra          |
| 8  | Centro            | 26 | Yhaka Ro'ysa     |
| 9  | Alegre            | 27 | Itá Yvú Guazú    |
| 10 | San Miguel        | 28 | Aquino Cañada    |
| 11 | Seminario         | 29 | Coronel Martínez |
| 12 | San Juan Bautista | 30 | Itá Yvumí        |
| 13 | Santa María       | 31 | Cerro Real       |
| 14 | San Blas          | 32 | Ytumí            |
| 15 | San Felipe        | 33 | Ytú Guazú        |
| 16 | San Pablo         | 34 | Ypucú            |
| 17 | San Cayetano      | 35 | Costa Pucú       |
| 18 | Daniel Escurra    | 36 | Almada           |

## Economía
Esta ciudad cuenta con pequeñas industrias de dulces (principalmente de guayaba) y chipa, cuya receta se atribuye a las caacupeñas. Además tiene industrias envasadoras de agua mineral.
También una importante parte de la población se dedica a la actividad agrícola - ganadera. La producción de plantas ornamentales y forestales, así como las flores (rosas, gladiolos, crisantemos) es una actividad muy rentable a la que se dedica una gran parte de la compañía Cabañas, distante unos 5 km al noroeste del centro de la ciudad.
La artesanía tradicional de este distrito es el pirograbado en cuero y en madera. Se comercializa además un importante volumen de imágenes en cerámica, especialmente de figuras de santos.
Otro aspecto que constituye una importante fuente de ingresos de la zona es el turismo, sobre todo en las fechas cercanas a las fiestas celebradas en honor a la Virgen de Caacupé (8 de diciembre), y los balnearios a orillas de los arroyos, en el verano.

## Infraestructura
Ubicada a 54 km al este de Asunción, se encuentra la Ruta PY02 que cruza el distrito. Cuenta, además, con campos propicio para el descenso de avionetas y helicópteros. Hacia el noreste se comunica con la ciudad de Tobatí mediante una ruta asfáltica.

Caacupé tiene varias estaciones radio emisoras, un canal de televisión por cable, el periódico quincenal "El Informador" editado por la Cooperativa Serrana Ltda., y el servicio de telefonía estatal (COPACO). Además cuenta con hoteles (Alta Gracia, Copadísimo, Katty Maria, Asunción) cafeterías y restaurantes (1770 cafe Colombiano, Chiky Pizzeria, El Rancho, Skure Beer House, alaParrilla.com) y otros.

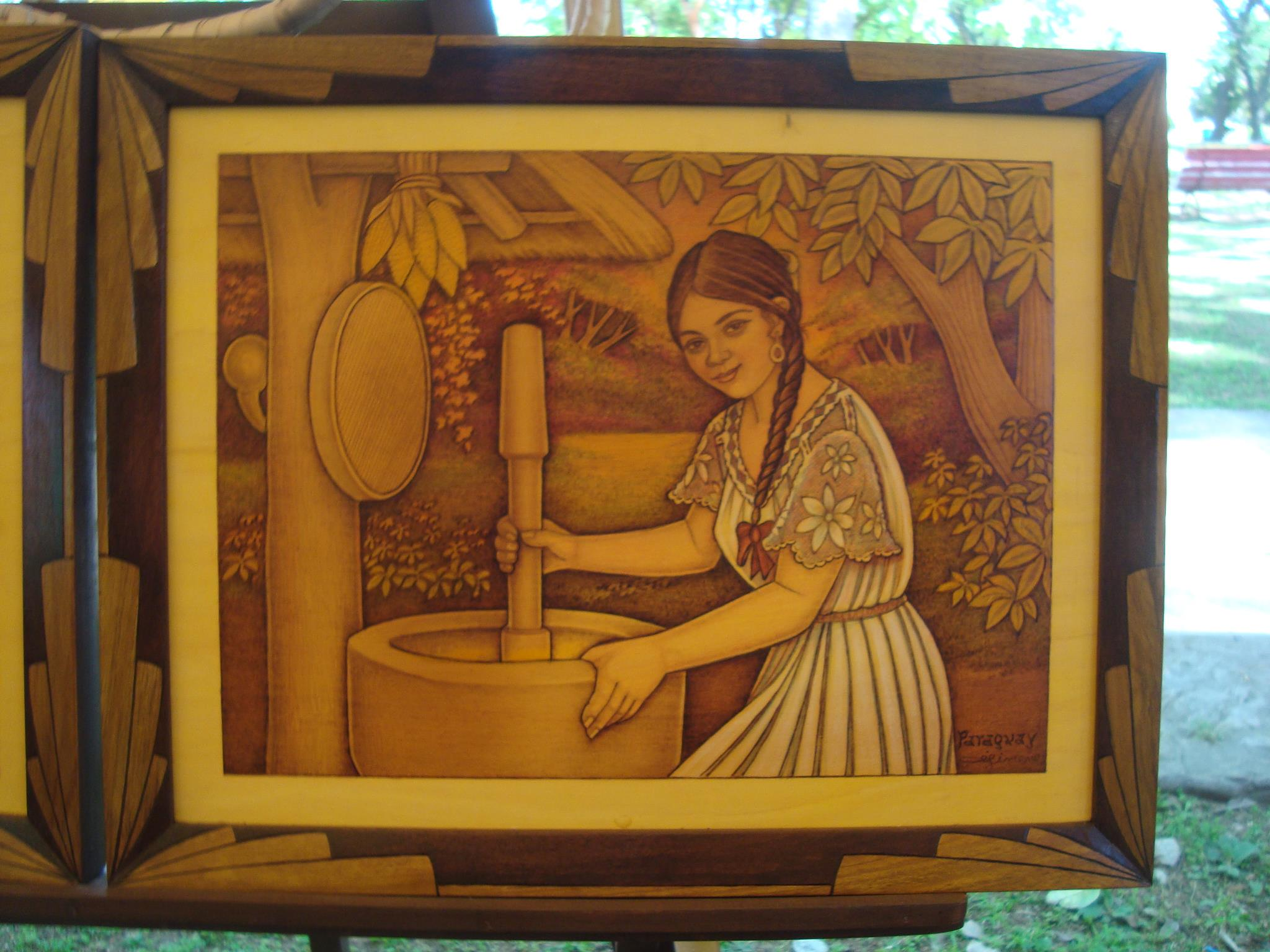
El pirograbado en madera es típico de Caacupé.

## Cultura
Una actividad que reúne a muchos visitantes es la tradicional fiesta de Carnaval, que recibe a delegaciones y artistas de todo el país. Dicho carnaval se encuentra en segundo lugar de importancia en el país, superado por el momento por el Carnaval Encarnaceno.
Caacupé es una ciudad de artesanía, donde se destacan talleres de artesanías propias de la región como las elaboradas en cuero vacuno, tanto repujados como pirograbados. Tiene una gran tradición de trabajos en platería, particularmente en la elaboración de guampas y bombillas para el mate y el tereré. En el barrio Loma varios artesanos se dedican a la creación de cuadros de madera pirograbada, desde hace varias generaciones. Cuenta además con una orquesta de cámara y un ballet que difunden la música paraguaya y universal.

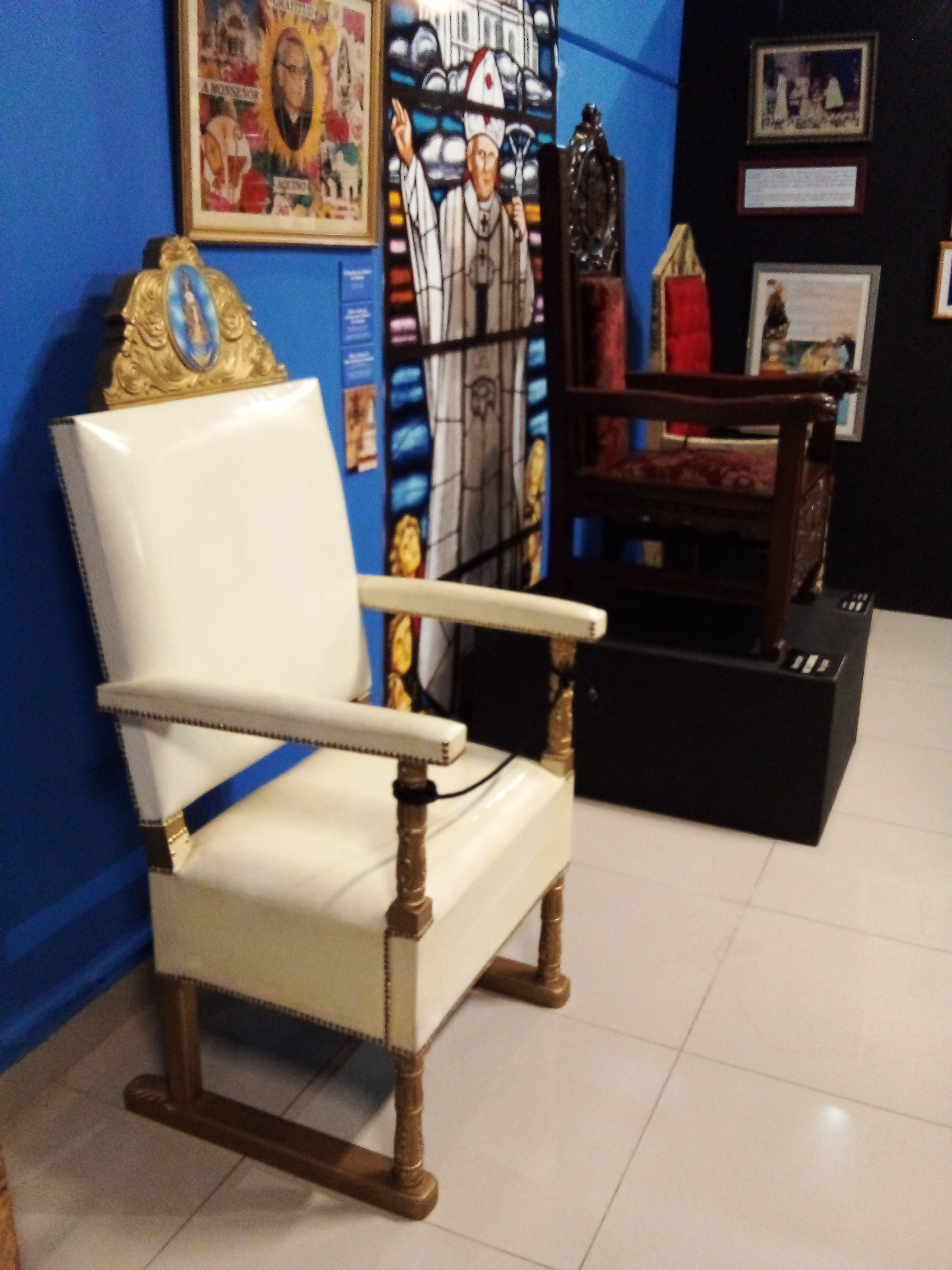
Sillones utilizados por los dos papas que visitaron Caacupé, Juan Pablo II y Francisco (Museo de la Basílica).

### Religión
La principal atracción es la basílica en la que se venera a la Virgen de la Inmaculada Concepción de los Milagros, o Virgen de Caacupé, a cuya veneración acuden anualmente los devotos peregrinos, en la fecha del 8 de diciembre. Estos llegan en largas caravanas de caminantes con el fin de cumplir sus promesas formuladas a la Virgen. Cerca de la basílica menor se encuentran la antigua capilla y el Pozo de la Virgen, que, según la tradición popular, tiene propiedades curativas.
El Papa Francisco, elevó en su visita al Paraguay, este santuario al rango de Basílica menor, el decreto, fue leído al terminar la celebración de la santa misa, el día sábado 11 de julio de 2015. Es la segunda iglesia del Paraguay que cuenta con esta categoría.

## Personalidades destacadas
- Tte. José María Fariña: Marino y Héroe de la Guerra de la Triple Alianza.[3]
- Mbati Agüero: Futbolista del Club Olimpia, de clubes españoles como el Real Madrid, Sevilla, entre otros.
- Perla: Cantante residente en Brasil.
- Andrea Fatecha Bernal: Cineasta. Egresada de la Escuela Internacional de Cine y Televisión, en Cuba.
- Lucio Aquino:  artista de nacionalidad paraguaya nace en la ciudad de Caacupé (1953-2009) constituyéndose en un Maestro Joven de nuestras Artes Plásticas.
- Jonatan Fernández: Nace en 1993 desarrollo sus primeras experiencias artísticas en Caacupé en el taller de la profesora Edid Ramírez donde incentivada por ella aprende las primeras nociones de pintura iniciando así un proceso de experimentación.